# Longue paume
 (avril 2015).
Si vous disposez d'ouvrages ou d'articles de référence ou si vous connaissez des sites web de qualité traitant du thème abordé ici, merci de compléter l'article en donnant les références utiles à sa vérifiabilité et en les liant à la section « Notes et références ».

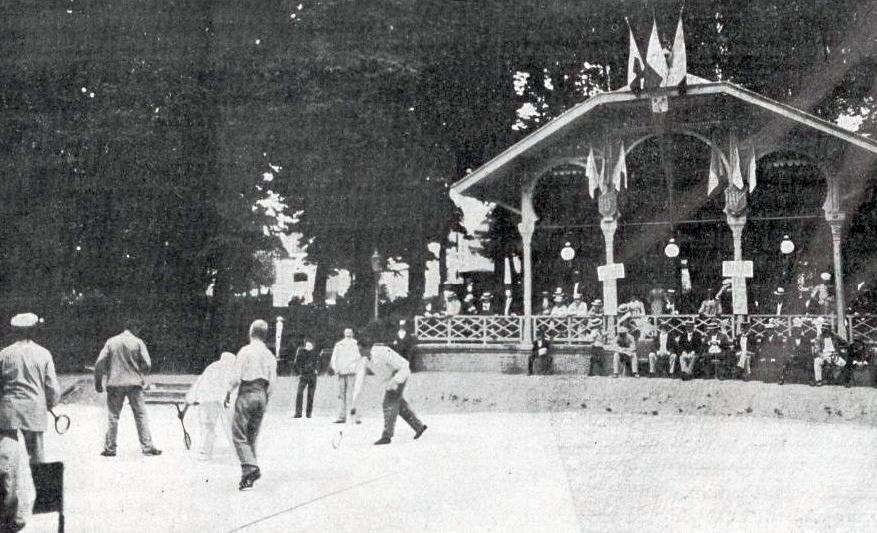
Longue-paume, le concours de Saint-Quentin en juillet 1899.

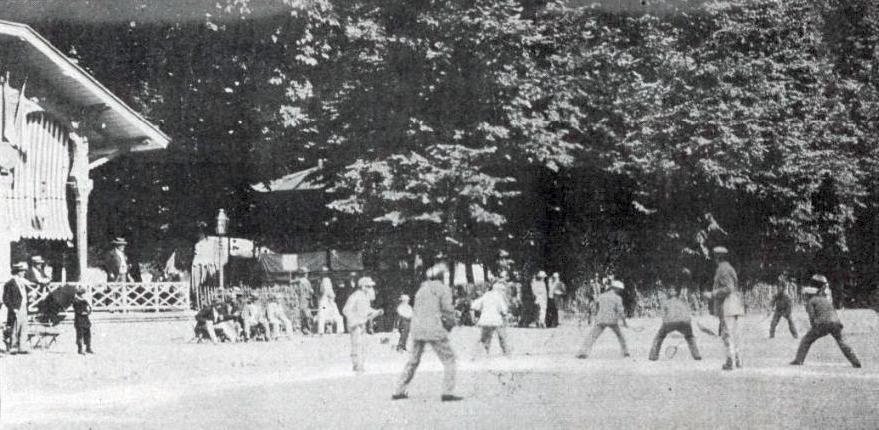
Même concours de 1899.

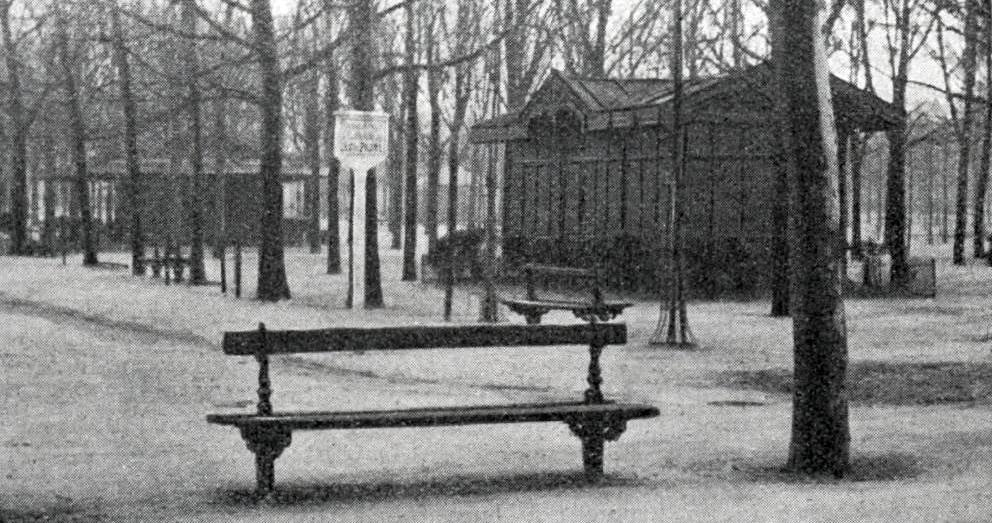
Chalet de la Société de Longue Paume de Paris, au jardin du Luxembourg (1905).

La longue paume est un jeu de gagne-terrain qui est une forme de jeu de paume. Ce jeu d'origine française est très pratiqué du Moyen Âge au XVIIIe siècle en France, mais aussi dans le reste de l'Europe. La longue paume donne notamment naissance à des sports comme la balle au tambourin, le fistball et le ballon au poing. Ce jeu est classé à l'Inventaire du patrimoine culturel immatériel français en 2012.

## Histoire
Certains auteurs font le lien entre cette discipline et les jeux de balles pratiqués pendant l'Antiquité. La filiation entre la sphaerista antique et les jeux modernes de tennis ou de balle au tambourin via la paume est désormais réfutée par les historiens du sport en raison de l'existence de nombreux « chaînons manquants ou sans consistance ». De nos jours, la longue paume est encore pratiquée en Picardie, plus particulièrement dans l'Est de la Somme et dans le Nord de l'Oise ainsi qu'à Paris, au Jardin du Luxembourg.

## Le jeu
La partie se dispute entre deux équipes de 1 contre 1, 2 contre 2, 4 contre 4 ou 6 contre 6.

### Matériel
La balle est composée d’une sphère de liège recouverte d’un genre de flanelle : elle pèse entre 12 et 20 g. Son diamètre est de 5,5 cm. La raquette est cordée avec des cordes en nylon semblables à celles utilisées pour les raquettes de tennis et mesure au maximum 72 cm de long avec 2/3 pour le manche et 1/3 pour le tamis.

### Types de parties[4]
- La partie terrée se joue entre deux équipes de six joueurs, en sept jeux. La partie est dite " terrée " parce qu'il n'y a pas d'obstacle à franchir à chaque échange (sauf pour le service).
- La partie enlevée se joue entre deux équipes de quatre joueurs, en cinq jeux. Une ligne appelée « rapport » limite le terrain du seul côté tir (située à 7 m de la ligne de tir). Il faut franchir à chaque échange une ligne appelée « corde ».
  - Les parties enlevées peuvent également être jouées entre équipes de deux joueurs ou individuellement sur des terrains limités des deux côtés. Dans ce cas, on a une zone neutre de 7 à 8 mètres délimitée au sol (un  fossé).

### Règles
À la mise en jeu, la balle doit franchir, de volée, la distance qui sépare la ligne de tir de la corde. Après mise en jeu, la balle peut être rechassée de part et d’autre ; les échanges pouvant se poursuivre soit de volée, soit du premier bond. L’objectif de la longue paume est de faire mourir la balle dans le camp adverse. Ce sont ensuite les joueurs qui, par leur force ou leur adresse, délimitent leurs camps.

## Aspects de jeu
C’est comme un jeu de tennis qui n'aurait pas oublié un aspect important de gagne-terrain et où il n'y a pas de filet.
- Le joueur doit renvoyer la balle, de volée ou après un rebond, par-dessus le fossé.
- Une balle dans le fossé est « faute » et donne un « quinze » à l’adversaire (le tennis a conservé cette façon de compter), y compris au service.
- Une balle qui sort directement du terrain sur les côtés est « faute » et donne un « quinze ». Les lignes ne font pas partie du terrain (ce que le Tennis n’a pas gardé).
- Une balle frappée par 2 joueurs d'une même équipe est « faute » et donne un « quinze ».
- Une balle qui touche le corps est « faute » et donne un « quinze ».

Une balle qui a fait deux rebonds dont au moins un dans le terrain, et n'a pas été touchée, est morte, ne peut plus être renvoyée. Mais cette balle morte qui continue à rouler dans le terrain gagne du terrain et doit être arrêtée (« coupée ») par un joueur le plus tôt possible. Ce « quinze » n’est pas encore marqué, il est en sursis et doit être confirmé. L’équipe qui n’a pu renvoyer cette balle peut récupérer son erreur.
L’arbitre marque l’endroit où la balle a été « coupée » (arrêtée) en déposant un repère (la « chasse ») et les équipes changent de côté. On dit alors qu’elles « traversent ».  
La nouvelle équipe au « Tir » (service) essaie de faire « mourir » la balle au-delà de la chasse posée. Si elle réussit, elle aura gagné plus de terrain, elle aura donc le « quinze », sinon, l’équipe adverse marquera le « quinze ». Il faut donc, non seulement faire en sorte que l’équipe adverse ne puisse pas renvoyer la balle, mais il faut aussi que cela se passe le plus loin possible. À l'exception des jeux de gagne-terrain comme la balle pelote, le ballon au poing, etc., aucun jeu moderne n’a gardé ce principe.
En pratique, pour éviter de « traverser » trop souvent, après la pose d’une chasse rouge, l’équipe au « Tir » engage une nouvelle fois pour poser une deuxième chasse, bleue. Après avoir « traversé », et sauf faute directe, le résultat du premier échange de balle sera comparé à la première chasse posée, la rouge et donnera un « quinze » ; on enlève cette chasse rouge. Le résultat du deuxième échange sera comparé à la deuxième chasse posée, la bleue, et donnera aussi un « quinze » ; on enlève la chasse bleue. L’équipe au « Tir » reste alors en place jusqu’à ce que 2 nouvelles chasses soient posées, etc.

## Fédération

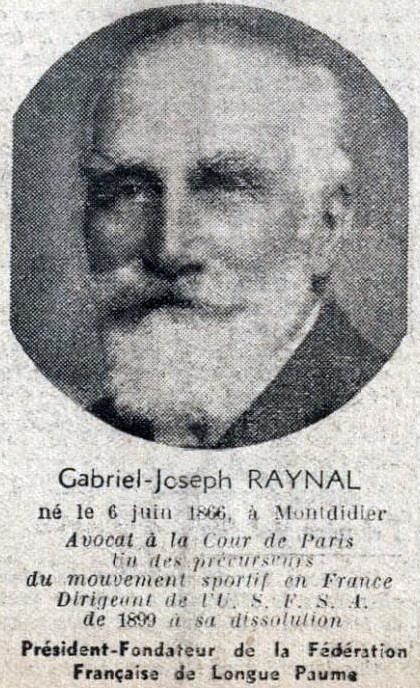
Gabriel-Joseph Raynal, Président-fondateur de la Fédération française de longue-paume (jusqu'au début des années 1940).

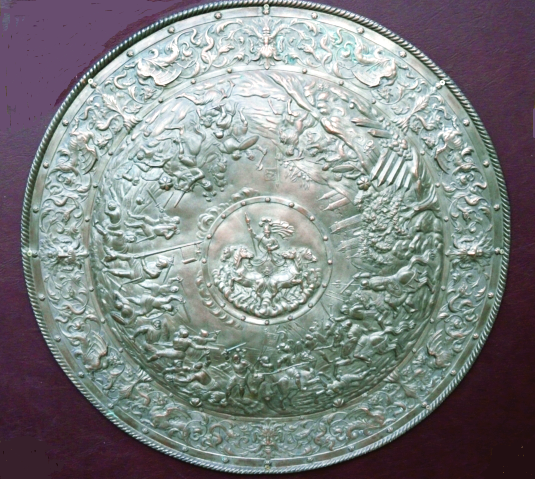
Le trophée du Champion de France, dû à Charles Brennus.

La Fédération Française de Longue Paume est une fédération délégataire créée en 1921. Elle compte en 2008, 4 500 licenciés dont 1 162 licenciés sportifs pour 38 clubs et organise plus de 250 compétitions annuellement.

## Terrains actuels de longue paume

### Picardie

#### Aisne
- Beauvois-en-Vermandois

#### Somme
- Amiens
- Athies
- Barleux
- Belloy-en-Santerre
- Berny-en-Santerre
- Biaches
- Bouttencourt
- Bray-sur-Somme
- Camon
- Chaulnes
- Cléry-sur-Somme
- Equennes-Eramecourt
- Estrées-Deniécourt
- Estrées-Mons
- Foucaucourt-en-Santerre
- Frettecuisse
- Languevoisin
- Marchélepot
- Matigny[5]
- Mesnil-Bruntel
- Montdidier
- Nesle, qui accueille la "Coupe Cassel" ; tournoi fédéral créé par Jules Cassel (ancien président du club neslois) en 1929
- Péronne
- Piennes-Onvillers
- Poix-de-Picardie
- Proyart
- Quiry-le-Sec
- Roye
- Rollot
- Rosières-en-Santerre [6]
- Saint-Christ-Briost
- Tertry

#### Oise
- Breteuil
- Broyes
- Le Frestoy-Vaux
- Maignelay-Montigny
- Méry-la-Bataille
- Noyon
- Plainville
- Tartigny
- Welles-Pérennes

### Paris
- Jardin du Luxembourg[7]

## Jeux olympiques d'été de 1900
Pendant la IIe olympiade à Paris en 1900, il y a eu un tournoi de Longue-Paume. Le concours s'est déroulé au Jardin du Luxembourg. Il n'attira que des équipes françaises. On a joué des parties à terrer et des parties à enlever et les participants étaient séparés en deux catégories de niveaux.